# Shantae
Shantae — видеоигра в жанре метроидвании, разработанная компанией WayForward Technologies и изданная Capcom для портативной консоли Game Boy Color в 2002 году. Игра является первой в серии Shantae. Позже к ней было создано два сиквела: Shantae: Risky’s Revenge, которая была выпущена в 2010 году и Shantae and the Pirate’s Curse, вышедшая в 2014 году. Четвёртая игра, Shantae: Half-Genie Hero вышла в свет 20 декабря 2016 года. Пятая игра, Shantae and the Seven Sirens, вышла 19 сентября 2019 года.
В игре рассказывается о приключениях девушки полу-джинна Шантей (англ. Shantae), которая путешествует по миру Секвин (англ. Sequin Land), чтобы сорвать планы по захвату мира злой пираткой Риски Бутс (англ. Risky Boots). Во время своего странствия, Шантей учится различным танцам и собирает предметы, которые делают её сильнее. Также она получает новые способности и открывает новые места игрового мира, чтобы в конце концов вступить в схватку с Риски в её убежище.
Игра была малоизвестной из-за того что вышла на год позже выхода следующей портативной консоли от Nintendo, Game Boy Advance. Однако с момента выпуска она получила положительные отзывы от игровой прессы и заслужила признание. Shantae была включена во множество списков самых лучших игр на Game Boy Color и даже названа «классической культовой игрой» некоторыми рецензентами. Игра была переиздана в сервисе Nintendo 3DS Virtual Console 18 июля 2013 года.

## Игровой процесс
Shantae является платформенной игрой, в которой игрок управляет одноимённой героиней полу-джинном Шантей (англ. Shantae), которая путешествует по землям в попытке остановить злую пиратку Риски Бутс. Для атак Шантей использует свои волосы в качестве хлыста. Кроме того, Шантей может тратить драгоценные камни, которые выпадают из поверженных врагов, на различные предметы, такие как исцеляющие зелья и наносящие повреждения предметы, а также разучивать новые боевые приёмы. Игровой мир состоит из пяти городов и местностей между ними заполненными препятствиями и врагами. Для продвижения в своём странствии, Шантей необходимо искать различных персонажей, которые открывают подземелья в каждом из которых есть джинн-стражник, который обучает Шантей новым танцевальным движениям. Танцуя, Шантей может превращаться в различных животных: в обезьяну, которая умеет карабкаться по стенам, слона, способного крушить булыжники, паука, обладающего способностью перемещаться по сеткам паутины на заднем плане и гарпию, умеющую летать. Используя эти способности, Шантей может забираться в новые области и находить спрятанные предметы.
В игре присутствует цикл смены времён суток, из-за которого ночью враги становятся сильнее. В тёмное время суток, игрок может собирать спрятанных светлячков, за сбор всех из них начисляется награда. Другими собираемыми существами являются телепортационные кальмары (англ. Warp Squids), которые представляют собой предметы в форме головоногих моллюсков спрятанные в подземельях, обменяв которые у кальмаров в каждом из городов игрок получает возможность мгновенной телепортации в соответствующий город. Кроме того, Шантей может найти сосуды в форме сердца, которые увеличивают её максимальное здоровье. В платформере также присутствуют различные мини-игры, такие как танцы и казино для получения дополнительных драгоценных камней.

## Оценки
| Сводный рейтинг | Сводный рейтинг |
| Агрегатор       | Оценка          |
| --------------- | --------------- |
| GameRankings    | 77,88 %         |